# Edwin Rousby
Edwin Rousby (Budapest, 21 de abril de 1856 - Londres, noviembre de 1927), fue un músico, artista de variedades y empresario estadounidense de origen  húngaro, pionero en la luminotecnia teatral y en la exhibición cinematográfica con el animatógrafo, adelantándose en España y Portugal al cinematógrafo de los hermanos Lumière.

## Inicios
Edwin Rousby nació en Budapest en 1856 con el nombre de Sandor Rosner. Su padre, Adolph Rosner, nació en 1828, en Lovasberény (Budapest) y su madre, Barbara Guttman, probablemente era de Vasvár, cerca de la frontera con Austria.
En 1887, Sandor, junto con sus hermanos, que habían emigrado a los Estados Unidos,  actuaban en San Francisco con el nombre de «Rosner's  Hungarian Electrical Orchestra» (La orquesta eléctrica húngara de Rosner), con un espectáculo de música y efectos eléctricos a cargo de Sandor. Ese mismo espectáculo se había exhibido también en Budapest años antes. Sin embargo, en 1887, por disensiones entre los hermanos Rosner, la orquesta se dividiría y Sandor abandonaría San Francisco con su órgano y sus efectos eléctricos.
De San Francisco, Sandor y su  mujer, Lilly Warda Rosner, se mudaron a Nueva York, donde siguieron ofreciendo un número similar en el Kosters & Bial Music Hall.
En 1888 el matrimonio regresó a Europa, cambiando sus nombres por los de Edwin Rousby y Maud Irving, respectivamente, ya que su origen prusiano originaba recelos entre el público parisino del Folies  Bergère donde habían comenzado a trabajar.
El 21 de abril de 1889, Sandor, ya Edwind, presentó en el circo Price de Madrid con el nombre de Profesor Rousby un espectáculo de "electricidad musical", con efectos de luz eléctrica sobre los instrumentos, semejante al ofrecido en el Folies Bergère unos meses antes. También se desplazaron a Barcelona, actuando en el Teatro de Novedades.

## El animatógrafo
En 1895 el matrimonio Rousby- Irving actuaba en Inglaterra y durante su estancia en el Reino Unido conocen en Londres el animatógrafo de Robert W. Paul, lo que los anima para crear un nuevo espectáculo. Emulando a los Lumière, cuyas presentaciones del cinematógrafo habían sido apoteósicas en las capitales europeas, deciden explorar territorios vírgenes y se dirigen con el nuevo invento a Madrid donde todavía no se había presentado, realizando una sesión privada para la prensa el día 11 de mayo de 1896 y después para el público desde el 12 de mayo en el Circo Price, entonces dirigido por William Parish, adelantándose a las proyecciones del cinematógrafo Lumière ofrecidas por Jean Busseret. 
El 18 de junio de 1896 se presentaba el animatógrafo en el Coliseu dos Recreios de Lisboa como complemento del  espectáculo  principal; y de ahí, en ruta por Portugal, pasaron por Oporto, Espinho y Figueira da Foz.

## Última etapa
A pesar del éxito con el animatógrafo, Rousby retomó sus espectáculos musicales eléctricos y emprendió con su compañía, «Rousby's  Enterprises», una extensa etapa de giras por diferentes países que incluyeron Inglaterra, Australia y Estados Unidos, país donde pasó largas temporadas. Aunque alternaba su residencia entre Londres y Nueva York, en 1919, cuando contaba 63 años, solicitó junto con su nueva esposa Theresa Rousby, la ciudadanía estadounidense.
El último viaje a Inglaterra lo realizaron en 1922. Rousby fallecería en noviembre de 1927 a los 71 años de edad.